# John Kingdon
John Wells Kingdon (* 1940) ist ein US-amerikanischer Politikwissenschaftler und emeritierter Professor der University of Michigan.

## Leben
Kingdon graduierte am Oberlin College sowie an der University of Wisconsin–Madison. Nach mehreren Fellowships war er als Professor für Politische Wissenschaft an der University of Michigan in Ann Arbor tätig. Bekannt geworden ist Kingdon durch den Multiple-Streams-Ansatz. Dieser wird in seinem Werk „Agendas, Alternatives, and Public Policies“ vorgestellt, das 1994 mit dem Aaron Wildavsky Award ausgezeichnet wurde.
1991 wurde Kingdon in die American Academy of Arts and Sciences gewählt.

## Schriften
- Congressmen's Voting Decisions, Harper & Row 1973
- Agendas, Alternatives, and Public Policies, Little, Brown & Co. 1984
- America the Unusual, Worth Publishers 1999. ISBN 0-312-18971-0